# Feyonda Fitzgerald
Feyonda Fitzgerald (ur. 15 kwietnia 1995 w Norfolk) – amerykańska koszykarka grająca na pozycji rozgrywającej.
W sezonie 2016/17 ustanowiła rekord konferencji American Athletic NCAA w liczbie asyst (232).
5 lipca 2017 została zawodniczką Pszczółki Polski-Cukier AZS-UMCS-u Lublin.
13 lipca 2020 dołączyła do Energi Toruń. 29 października opuściła kraj w związku z obawami, dotyczącymi epidemii. Jej kontrakt został zawieszony. 26 sierpnia 2021 dołączyła do BC Polkowice. 5 stycznia 2022 zawarła umowę z greckim Panathinaikosem Ateny.

## Osiągnięcia
Stan na 16 czerwca 2022, na podstawie, o ile nie zaznaczono inaczej.
NCAA
- Uczestniczka turnieju NCAA (2017)[1]
- Zawodniczka roku Big 5 (2017)[10]
- Debiutantka roku Big 5 (2014 według PhillyCollegeSports.com)
- Zaliczona do:
  - I składu:
    - Big 5 (2017)[10]
    - konferencji American Athletic (AAC – 2017)[1]

  - II składu:
    - All-American (2014)
    - Big 5 (2014, 2016)
    - AAC (2016)
    - All-Philly (2014)

  - Honor Roll:
    - konferencji American Athletic (2014, 2015)
    - PhillyCollegeSports.com (2014)
    - Philadelphia Big 5 (2014)

  - składu honorable mention All-American (2017 przez Women’s Basketball Coaches Association)[1]

Drużynowe
- Wicemistrzyni Grecji (2022)[11]
- Zdobywczyni Superpucharu Polski (2021)[12]

Indywidualne
(* – nagrody przyznane przez portal eurobasket.com)
- MVP Superpucharu Polski (2021)[12]
- Najlepsza nowoprzybyła zawodniczna ligi greckiej (2022)*[11]
- Zaliczona do:
  - I składu:
    - kolejki EBLK (9, 13 – 2021/2022)[13][14]
    - defensywnego ligi greckiej (2022)*[11]

  - składu honorable mention ligi*:
    - polskiej (2018)
    - włoskiej (2019)
- Liderka sezonu regularnego EBLK w średniej (1,13) i liczbie (26) otrzymanych bloków (2018)[15]